# Santa Bárbara do Monte Verde (ort)
Santa Bárbara do Monte Verde är en ort i Brasilien.   Den ligger i kommunen Santa Bárbara do Monte Verde och delstaten Minas Gerais, i den sydöstra delen av landet, 800 km sydost om huvudstaden Brasília. Santa Bárbara do Monte Verde ligger 761 meter över havet och antalet invånare är 2 789.
Terrängen runt Santa Bárbara do Monte Verde är huvudsakligen kuperad, men den allra närmaste omgivningen är platt. Närmaste större samhälle är Lima Duarte, 16,0 km nordväst om Santa Bárbara do Monte Verde.
Omgivningarna runt Santa Bárbara do Monte Verde är huvudsakligen savann. Runt Santa Bárbara do Monte Verde är det glesbefolkat, med 11 invånare per kvadratkilometer.